# Lewis Naphtali Dembitz
Pour l’article homonyme, voir Naphtali Lewis.
Lewis Naphtali Dembitz est un homme de loi et érudit juif américain du XIXe siècle (Zirke, 1833 - Louisville, 1907)

## Éléments biographiques
Lewis Naphtali Dembitz naît à Sierakow, qui fait alors partie de l’empire prussien. Il est éduqué dans les gymnases de Francfort-sur-l’Oder, Sagan et Glogau. Il étudie le droit romain pendant un semestre à Prague puis émigre avec sa famille aux États-Unis, poursuivant son cursus à Cincinnati, en Ohio et à Madison dans l’Indiana. 
Après une brève carrière journalistique pour un quotidien allemand, au cours de laquelle il rédige l’une des premières traductions en allemand de La Case de l'oncle Tom, il devient en 1853 avocat au barreau du Kentucky, à Louisville, où il demeure jusqu’à sa mort. Il est connu pour ses engagements tant dans la communauté juive que dans la politique américaine. 
Délégué de la convention nationale républicaine de 1860 où il soutient fortement le candidat Abraham Lincoln, il est parallèlement l’un des premiers membres du conseil exécutif de l’Union of American Hebrew Congregations et, en 1878, de celui du plan d’étude pour le Hebrew Union College (avant que ceux-ci ne deviennent, à la suite de la première conférence de Pittsburgh, des institutions-phares du judaïsme réformé). Assistant-procureur de 1884 à 88, il s’illustre cette année-là en rédigeant la première proposition de loi adoptée aux États-Unis au terme d’un scrutin secret. En 1898, il préside à la convention des congrégations orthodoxes et est élu vice-président de l’Orthodox Jewish Congregational Union of America. En 1901, il est nommé commissaire pour le Kentucky à la National Conference on Uniform State Laws Conférence. Il devient ensuite procureur.

## Œuvre
Intervenant dans la plupart des affaires de propriété foncière à Louisville et en Indiana, Dembitz rédige Kentucky Jurisprudence en  1890, Law Language for Shorthand Writers en 1892, Land Titles in the United States (2 volumes, 1895) ainsi que de nombreux articles. 
Il est aussi l’auteur de Jewish Services in Synagogue and Home (1898), contribuant par ailleurs à la Jewish Encyclopedia et à la traduction de la Bible par la Jewish Publication Society of America.

## Postérité
Dembitz aura eu huit enfants de son épouse. Il a également joué une influence décisive dans la carrière de son neveu Louis Dembitz Brandeis, qui adopta son nom en hommage.